# خور جاسک
خور جاسک یک خور در دریای عمان در غرب شبه‌جزیره جاسک در استان هرمزگان است. این خور شبه‌جزیره را با زبانه‌های متعدد، از کرانه مقابل در سرزمین اصلی بریده‌است و هنگام طغیان آب، گاهی پیوستگی شبه‌جزیره را با اراضی عقب قطع می‌کند و جاسک را به شکل جزیره درمی‌آورد.